# Akono
Akono es una comuna camerunesa perteneciente al departamento de Méfou-et-Akono de la región del Centro.
En 2005 tiene 8511 habitantes, de los que 3168 viven en la capital comunal homónima.
Se ubica sobre la carretera P8, unos 40 km al suroeste de la capital nacional Yaundé.

## Localidades
Comprende la ciudad de Akono y las siguientes localidades:
- Adzap
- Andok
- Bilik I
- Bilik II
- Doum
- Ekoumdoum
- Fegmimbang I
- Fegmimbang II
- Fegmimbang III
- Mbeng
- Mezali
- Mfida I
- Mfida II
- Mfida III
- Mfida IV
- Ndangueng
- Ngamba
- Nkoélon
- Nkol Akono I
- Nkol Akono II
- Nkol Nlong I
- Nkol Nlong II
- Nkol Nlong III
- Nkol-Ekelé
- Nkolbondi
- Nkong Ntsam
- Okombé
- Ovangoul I
- Ovangoul II
- Oyak
- Sim
- Zoalouma